# Mario Ríos Padilla
Mario Ríos Padilla (Los Ángeles, 25 de junio de 1908-Santiago, 24 de junio de 1998) fue un abogado y político conservador chileno. Se desempeñó como regidor y alcalde de su comuna natal, Los Ángeles y luego como diputado de la República en representación de la decimonovena agrupación departamental, en dos periodos no consecutivos.

## Familia y estudios
Nació en Los Ángeles (Chile), fue hijo del exdiputado conservador Víctor Ríos Ruiz, y Carmela Padilla Ortiz. Realizó sus estudios secundarios en el Colegio San Ignacio de Santiago, para luego continuar los superiores en la Escuela de Derecho de la Universidad de Chile, donde obtuvo el grado de licenciado en derecho en 1936. Su tesis se tituló Responsabilidad internacional del Estado.
Se dedicó a las actividades agrícolas, explotando los fundos "Mirrihue" y "Mileo", en la comuna de Quileco, en Laja.
Se casó en Carahue, el 14 de enero de 1940, con María Luisa Santander Gibson, con quien tuvo cuatro hijos, entre ellos el exparlamentario Mario Ríos.

## Vida política
Militó en el Partido Conservador (PCon), desde, aproximadamente 1932. Fue el fundador y presidente provincial de la Juventud Conservadora, y miembro del Directorio General de esa colectividad. En 1939, fue elegido como regidor de la comuna de Los Ángeles, y luego como alcalde de la misma entre 1939 y 1943.
En las elecciones parlamentarias de 1945, fue elegido como diputado por la Decimonovena Agrupación Departamental de Laja, Nacimiento y Mulchén, para el período legislativo 1945-1949. Durante su gestión integró la Comisión Permanente de Gobierno Interior; y la de Relaciones Exteriores. Además, fue diputado reemplazante en la Comisión Permanente de Constitición, Legislación y Justicia; en la de Educación Pública; y en la de Agricultura y Colonización.
Tras un receso de casi una década, en las elecciones parlamentarias de 1957, volvió a ser elegido como diputado, por la misma decimonovena Agrupación Departamental, para el período 1957-1961. En esa oportunidad integró la Comisión Permanente de Asistencia Médico-Social e Higiene.
Integró los partidos Conservador Unido (PUC) y el Partido Nacional (PN), este último desde su inicio, en 1966.

### Actividades posteriores
Entre sus actividades posteriores, fungió como presidente del Banco del Bío Bío, creado en marzo de 1957.
Fue colaborador del diario Las Noticias en Los Ángeles. Además, fue miembro de la Asociación de Canalistas de El Laja. También fue socio de la Sociedad Agrícola del Bío Bío, y del Club de La Unión de Los Ángeles. Por su servicio en esa comuna, fue condecorado por la "Comisión Organizadora de los 250 Años de la Fundación de Los Angeles". Fue simpatizante del partido Renovación Nacional (RN), desde su fundación en 1987.
Falleció el 24 de junio de 1998, en Santiago, a los 89 años.